# Tatlıcak, Ladik
Tatlıcak là một xã thuộc huyện Ladik, tỉnh Samsun, Thổ Nhĩ Kỳ. Dân số thời điểm năm 2010 là 270 người.